# Xylotrechus kuatunensis
Xylotrechus kuatunensis är en skalbaggsart som beskrevs av J. Linsley Gressitt 1951. Xylotrechus kuatunensis ingår i släktet Xylotrechus och familjen långhorningar. Inga underarter finns listade i Catalogue of Life.